# Caterina Gattilusio
Caterina Gattilusio (... – Mistra, luglio 1442), figlia del signore di Lesbo, Dorino I Gattilusio, appartenente alla famiglia Gattilusio, di origini genovesi.

## Biografia
Caterina è ricordata perché il 27 luglio 1441 sposò il despota Costantino Paleologo, futuro basileus dei romei (1449-1453), mentre egli stava tornando da Costantinopoli, e quindi si fermò a Lesbo per celebrare le nozze. Ma il loro matrimonio non fu lungo, infatti nel luglio del 1442 a Mistra Caterina morì, mentre il marito stava facendo vela verso Costantinopoli, per andare in soccorso del fratello Giovanni VIII Paleologo, che era minacciato da un assedio, da parte dei turchi ottomani.

## Ascendenza
|                                           |   |                                   | Genitori                                    |  |  | Nonni |  |  | Bisnonni                                 |  |  | Trisnonni     |  |
|                                           |   |                                   |                                             |  |  |       |  |  | Francesco I Gattilusio, signore di Lesbo |  |  | N. Gattilusio |  |
|                                           |   |                                   |                                             |  |  |       |  |  | Francesco I Gattilusio, signore di Lesbo |  |  | N. Gattilusio |  |
|                                           |   | …                                 |                                             |  |  |       |  |  | Francesco I Gattilusio, signore di Lesbo |  |  |               |  |
| Francesco II Gattilusio, signore di Lesbo |   |                                   |                                             |  |  |       |  |  | Francesco I Gattilusio, signore di Lesbo |  |  |               |  |
|                                           |   | Irene Paleologa                   | Andronico III Paleologo, basileus dei Romei |  |  |       |  |  |                                          |  |  |               |  |
|                                           |   | Irene Paleologa                   | Andronico III Paleologo, basileus dei Romei |  |  |       |  |  |                                          |  |  |               |  |
|                                           |   | Irene Paleologa                   | Anna di Savoia                              |  |  |       |  |  |                                          |  |  |               |  |
| Dorino I Gattilusio, signore di Lesbo     |   | Irene Paleologa                   |                                             |  |  |       |  |  |                                          |  |  |               |  |
|                                           |   | Dorino II Doria, signore di Loano | Dorino I Doria, signore di Loano            |  |  |       |  |  |                                          |  |  |               |  |
|                                           |   | Dorino II Doria, signore di Loano | Dorino I Doria, signore di Loano            |  |  |       |  |  |                                          |  |  |               |  |
|                                           |   | Dorino II Doria, signore di Loano | Ginevra N.                                  |  |  |       |  |  |                                          |  |  |               |  |
| Valentina Doria                           |   | Dorino II Doria, signore di Loano |                                             |  |  |       |  |  |                                          |  |  |               |  |
|                                           |   | Violante Doria                    | Brancaleone II Doria, conte di Monteleone   |  |  |       |  |  |                                          |  |  |               |  |
|                                           |   | Violante Doria                    | Brancaleone II Doria, conte di Monteleone   |  |  |       |  |  |                                          |  |  |               |  |
|                                           |   | Violante Doria                    | Eleonora, giudicessa d'Arborea              |  |  |       |  |  |                                          |  |  |               |  |
| Caterina Gattilusio                       |   | Violante Doria                    |                                             |  |  |       |  |  |                                          |  |  |               |  |
|                                           | … | …                                 |                                             |  |  |       |  |  |                                          |  |  |               |  |
|                                           | … | …                                 |                                             |  |  |       |  |  |                                          |  |  |               |  |
|                                           | … | …                                 |                                             |  |  |       |  |  |                                          |  |  |               |  |
| …                                         | … |                                   |                                             |  |  |       |  |  |                                          |  |  |               |  |
|                                           |   | …                                 | …                                           |  |  |       |  |  |                                          |  |  |               |  |
|                                           |   | …                                 | …                                           |  |  |       |  |  |                                          |  |  |               |  |
|                                           |   | …                                 | …                                           |  |  |       |  |  |                                          |  |  |               |  |
| Orietta Doria                             |   | …                                 |                                             |  |  |       |  |  |                                          |  |  |               |  |
|                                           |   | …                                 | …                                           |  |  |       |  |  |                                          |  |  |               |  |
|                                           |   | …                                 | …                                           |  |  |       |  |  |                                          |  |  |               |  |
|                                           |   | …                                 | …                                           |  |  |       |  |  |                                          |  |  |               |  |
| …                                         |   | …                                 |                                             |  |  |       |  |  |                                          |  |  |               |  |
|                                           |   | …                                 | …                                           |  |  |       |  |  |                                          |  |  |               |  |
|                                           |   | …                                 | …                                           |  |  |       |  |  |                                          |  |  |               |  |
|                                           |   | …                                 | …                                           |  |  |       |  |  |                                          |  |  |               |  |
|                                           |   | …                                 |                                             |  |  |       |  |  |                                          |  |  |               |  |